# Alfrocheiro preto

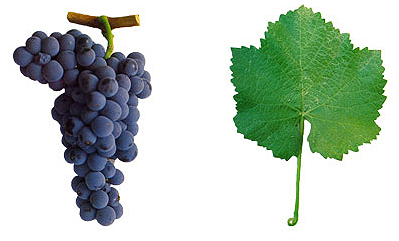
Uva de la variedad Alfrocheiro preto

La alfrocheiro preto variedad de uva de vino tinto portuguesa plantada principalmente en la DOC de Dão y en Alentejo. La uva es conocida por la profunda coloración oscura que  puede añadir a los vinos de distintas variedades mezcladas.

## Sinónimos
La alfrocheiro preto también es conocida por los sinónimos albarin negro, alfrocheiro, alfurcheiro, tinta bastardinha, y tinta francisca de Viseu.